# Jamaicanos
Jamaicanos são os cidadãos nativos da Jamaica e seus respectivos descendentes na diáspora jamaicana. A maior parte da população da Jamaica é composta por jamaicanos negros, os quais são 76% população, com pequenas minorias de euro-descendentes (brancos), chineses e indianos.
A maior parte dos jamaicanos que imigram para fora do país residem em países anglófonos, principalmente nos Estados Unidos, Canadá e Reino Unido, e em um menor grau, em países-membros do Commonwealth. Fora dos países anglófonos, a maior comunidade jamaicana vive na Costa Rica, onde os jamaicanos compõem uma porcentagem expressiva da população. A maior população de jamaicanos se encontra nos Estados Unidos, seguido pelo Canadá e Reino Unido.

## Grupos étnicos
Dados do censo oficial de 2011 na Jamaica.
| Origem étnica  | Origem étnica  | População | Homens    | Mulheres  | Porcentagem |
| -------------- | -------------- | --------- | --------- | --------- | ----------- |
| Negro          | Negro          | 2,471,946 | 1,226,026 | 1,245,920 | 92.1        |
| Chinês         | Chinês         | 5,228     | 2,880     | 2,348     | 0.2         |
| Multirracial   | Multirracial   | 162,718   | 73,293    | 89,425    | 6.0         |
| Indiano        | Indiano        | 20,066    | 10,491    | 9,575     | 0.7         |
| Branco         | Branco         | 4,365     | 2,192     | 2,173     | 0.2         |
| Outros         | Outros         | 1,898     | 970       | 928       | 0.1         |
| Não-respondido | Não-respondido | 17,486    | 8,638     | 8,848     | 0.6         |
| Total          | Total          | 2,683,707 | 1,324,490 | 1,359,217 | 100.0%      |
| fonte          |                |           |           |           |             |